# Herb powiatu gorlickiego
Herb powiatu gorlickiego – jeden z symboli powiatu gorlickiego, autorstwa Wojciecha Drelicharza, Zenona Piecha oraz Barbary Widłak, ustanowiony 30 kwietnia 2002. 

## Wygląd i symbolika
Herb przedstawia na tarczy w polu czerwonym zwrócone do siebie dwie głowy - ukoronowanego srebrnego orła o dziobie i języku złotych oraz ukoronowanego srebrnego lwa ziejącego złotym płomieniem.